# Jebenau
Jebenau är en ö i Marshallöarna.   Den ligger i kommunen Wotho, i den nordvästra delen av Marshallöarna, 700 km nordväst om huvudstaden Majuro.
Terrängen på Jebenau är varierad.